# Masticar y escupir
Masticar y escupir (a veces abreviado como CHSP o CS) es una conducta compensatoria relacionada con varios trastornos alimentarios. Esta práctica consiste en masticar los alimentos y luego escupirlos antes de tragarlos, generalmente con el objetivo de evitar la ingesta de calorías no deseadas. Además, el CS puede ser utilizado para disfrutar de alimentos considerados "prohibidos" o poco saludables. Quienes participan en esta conducta a menudo presentan un mayor deseo de perder peso, una mayor pérdida de control (LOC) y una insatisfacción con su cuerpo. El CS puede sustituir a los vómitos y/o a los atracones, o bien funcionar como una conducta adicional en diversos trastornos alimentarios.
El CS se ha identificado en diversos trastornos alimentarios, lo que complica la búsqueda de un tratamiento efectivo. Aunque no existe un tratamiento específico para el CS, se ha comprobado que la terapia cognitivo-conductual (TCC) ayuda a disminuir las conductas negativas vinculadas a trastornos como la bulimia nerviosa y la anorexia nerviosa.
Una revisión sistemática reciente sobre este tema identificó siete temas en artículos académicos,que incluyen posibles indicadores de la gravedad del trastorno alimentario, sin que la duración de la enfermedad influya en la discriminación por edad. Las personas que experimentan CS también mostraron una mayor pérdida de control (LOC), conductas alimentarias patológicas, emociones y sentimientos negativos, así como distorsión de la imagen corporal. Además, los pacientes con CS pueden ser transdiagnósticos, lo que significa que puede manifestarse en individuos diagnosticados con cualquier tipo de trastorno alimentario, ya sea clínico o subclínico.

## Consecuencias y tratamientos
Masticar y escupir a menudo se relaciona con trastornos alimentarios más severos y puede ser un precursor de estos. Aquellas personas que emplean el CS como conducta compensatoria tienen una mayor probabilidad de recibir un diagnóstico o desarrollar trastornos alimentarios. Esta probabilidad varía según la gravedad de la obsesión por la comida que presenten. Aunque aún no se han establecido tratamientos específicos para erradicar el comportamiento de masticar y escupir, la investigación sugiere que los tratamientos dirigidos a trastornos alimentarios, como la terapia cognitivo-conductual, podrían ser efectivos para reducir estas conductas.

## Frecuencia y tendencia
En investigaciones sobre la masticación y el escupitajo, se ha observado que el 34% de las personas con trastornos alimentarios participan en el CS. Además, se ha encontrado que los individuos más jóvenes son más propensos a involucrarse en esta conducta, y que el CS no influye en la personalidad ni en actividades ajenas a las conductas alimentarias. En términos generales, el CS contribuye a la insatisfacción corporal, y esta insatisfacción, a su vez, alimenta el CS.También se ha observado que el CS ocurre en episodios, en lugar de forma continua, y que estos episodios pueden durar días o semanas.

## Investigación
La investigación sobre el tratamiento, los efectos a largo plazo y las asociaciones del CS con otras conductas y trastornos alimentarios no ha recibido suficiente atención. Es necesario realizar más estudios en este ámbito para comprender mejor el impacto que esta conducta tiene en las personas, tanto física como psicológicamente.